# Pulau Saigon Bridge

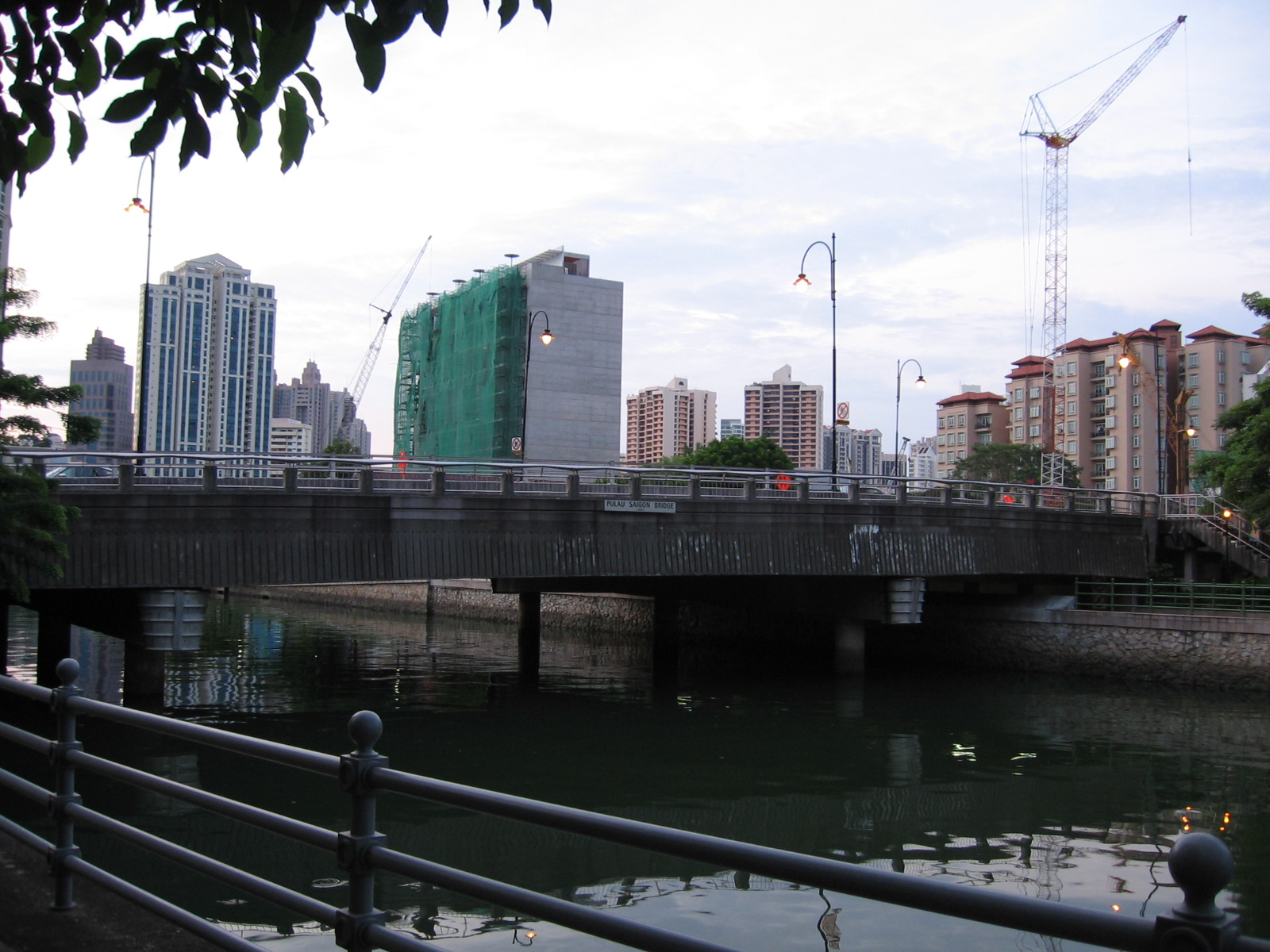
Die heutige Pulau Saigon Bridge von 1997

Die heutige Pulau Saigon Bridge, benannt nach der Insel Pulau Saigon, ist eine Kastenträgerbrücke über den Singapore River in Singapur. Sie liegt im Planungsgebiet Singapore River in der Region Central.

## Übersicht
Die erste Brückenvariante der Pulau Saigon Bridge, die aus zwei Teilbrücken bestand, wurde in den 1890er Jahren gebaut und verband die damals noch vorhandene Insel Pulau Saigon mit den beiden Ufern des Singapore River. Die Brücken wurden 1940 beziehungsweise 1980 abgerissen, die heute noch bestehende Brücke wurde 1997 etwas weiter westlich erbaut.

## Die Insel Pulau Saigon
Der Namensgeber für die Pulau Saigon Bridge war die kleine Insel Pulau Saigon (auch Pulo Saigon, wörtlich Insel Saigon), die sich zwischen den heutigen Alkaff Bridge und Clemenceau Bridge befand. Sie wurde vor allem von  Händlern als Lager für ihre Waren aus Indochina benutzt. Im Rahmen der Landgewinnungsprojekte in Singapur wurde in den frühen 1970er Jahren zuerst der südwestliche und in den 1990er Jahren dann auch der südöstliche Flussarm zugeschüttet, sodass die beiden Brücken verschwanden.

## Die Brücken von 1890

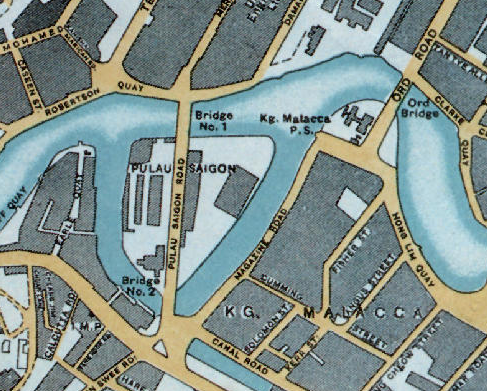
Die alte zweiteilige Pulau Saigon Bridge (Bridge No. 1 und Bridge No. 2) aus den 1890er Jahren

Die Karten von Singapur um 1890 zeigen, dass die Pulau Saigon Bridge aus zwei Brücken bestand, die als Bridge Nr. 1 (damals auch Butcher Bridge genannt) und Bridge Nr. 2. bezeichnet werden.  Beide wurden in den 1890er Jahren gebaut, um die wirtschaftlichen Aktivitäten auf der Insel zu fördern. Die erste verband die Insel Saigon mit dem nördlichen Ufer des Singapore River und führte zu Straßen wie River Valley Road und Merbau Road, die zweite Brücke auf der anderen Seite von Pulau Saigon verband die Insel mit Straßen am südlichen Flussufer wie Havelock Road und Magazine Road.
Die Brücke Nr. 1 wurde 1940 abgerissen und durch die Clemenceau Bridge ersetzt; die Brücke Nr. 2 wurde 1980 abgerissen, weil sie der neuen Central Expressway (CTE) Platz machen musste.

## Die Brücke von 1997
1997 wurde eine neue Straßenbrücke mit dem gleichen Namen gebaut, allerdings etwa 400 Meter stromaufwärts. Es ist eine Straßenbrücke aus Stahlbalken. Sie ist 43 Meter lang, verbindet die Saiboo Street mit Havelock Road und besteht aus fünf Fahrstreifen sowie Fußgängerwegen.